# Хмелевка (приток Доры)
Хмелевка — река в России, протекает по Боровичскому району Новгородской области. Устье реки находится в 6,2 км по правому берегу реки Дора. Длина реки составляет 10 км.

## Данные водного реестра
По данным государственного водного реестра России относится к Балтийскому бассейновому округу, водохозяйственный участок реки — Мста без р. Шлина от истока до Вышневолоцкого г/у, речной подбассейн реки — Волхов. Относится к речному бассейну реки Нева (включая бассейны рек Онежского и Ладожского озера).
Код объекта в государственном водном реестре — 01040200212102000020889.

## Карта
- Лист карты O-36-56 Боровичи. Масштаб: 1 : 100 000. Издание 1978 г.